# Hopea mesuoides
Hopea mesuoides är en tvåhjärtbladig växtart som beskrevs av Peter Shaw Ashton. Hopea mesuoides ingår i släktet Hopea och familjen Dipterocarpaceae. Inga underarter finns listade i Catalogue of Life.